# Megasoma actaeon
Espèce
Megasoma acteon est une espèce d'insectes coléoptères de la famille des Scarabaeidae, de la sous-famille des Dynastinae, de la tribu des Dynastini et du genre Megasoma.

## Dénomination
L'espèce a été décrite par le naturaliste suédois Carl von Linné en 1758, initialement sous le nom de Scarabaeus actaeon, et reclassé par  William Kirby, en 1825 dans le genre Megasoma. Megasoma actaeon est l'espèce type pour le genre.

### Synonymie
- Scarabaeus actaeon (Linné, 1758) protonyme
- Geotrupes crenatus (Leach, 1817)
- Megasoma janus (Felsche, 1906)
- Megasoma argentinum (Höhne, 1923)
- Megasoma janus ramirezorum (Silvestre  &  Arnaud, 2002)
- Megasoma janus fujitai (Nagai, 2003)

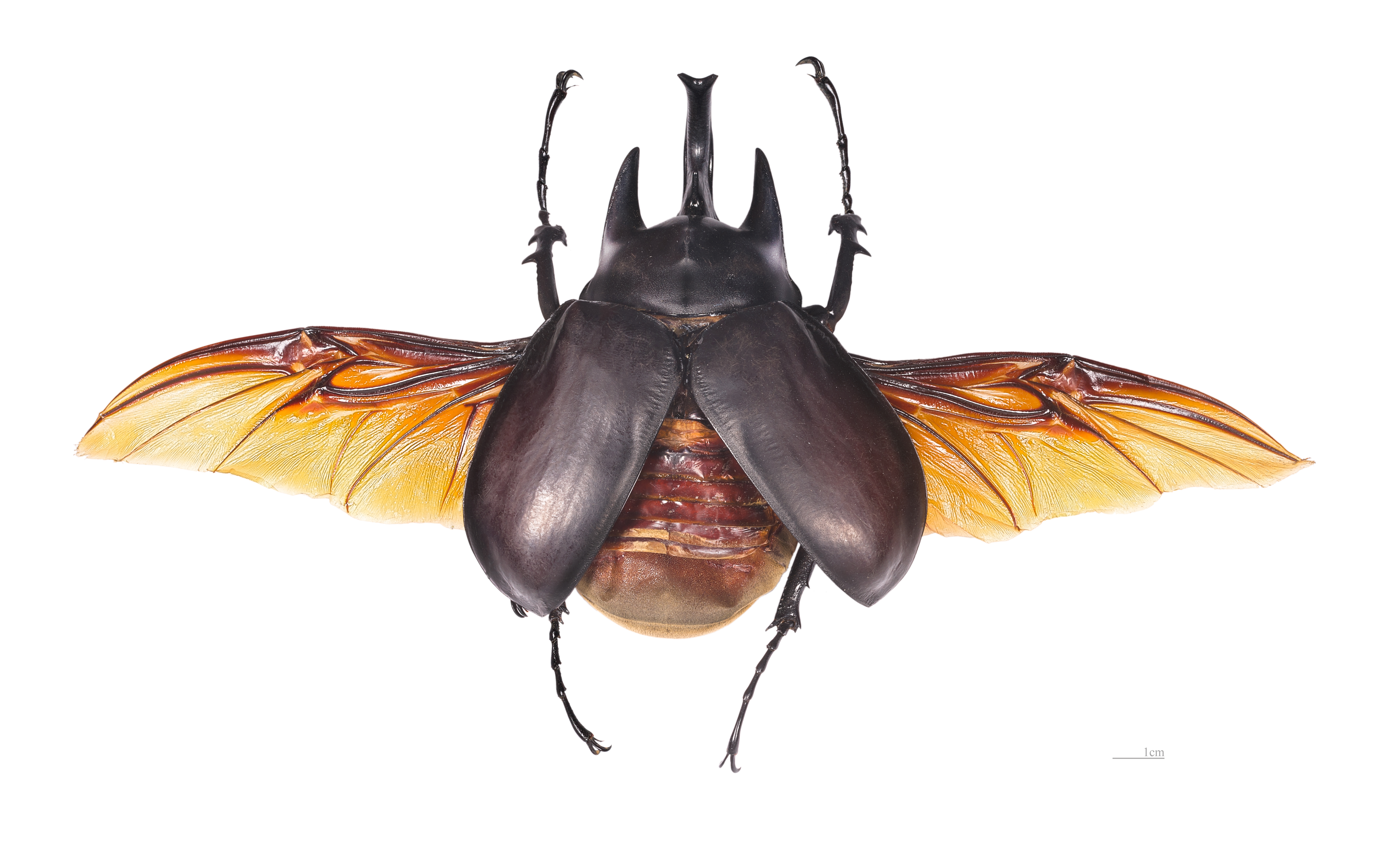
Megasoma actaeon - Muséum de Toulouse

## Distribution
- Bolivie, Brésil (Amazonie), Colombie, Équateur, Guyana, Guyane, Panama, Pérou, Suriname, et  Venezuela (Lachaume 1985; Ratcliffe 2003).

### Articles liés
- Dynastini
- Megasoma